# Boobrie
O boobrie é uma ave fantástica do folclore das terras altas da Escócia. É semelhante a um mergulhão, com marcas brancas e capaz de rugir. O boobrie assombra lagos e poços de água salgada.